# Stammkompanie
Eine Stammkompanie war die Kompanie an einer Lehreinrichtung der Bundeswehr, der alle Mannschaften und Unteroffiziere des Stammpersonals angehörten. Geführt wurde sie vom Kompaniechef im Dienstgrad eines Hauptmann, der Disziplinarvorgesetzter aller Angehörigen der Kompanie war. 
Die Stammkompanie hieß bei der Artillerieschule in Idar-Oberstein in „Stammbatterie“. Bei der Deutschen Marine bestanden „Schiffsstammkompanien“.
Stammkompanien wurden teilweise in Stabsquartiere umbenannt und der Kompaniechef zum „Kommandant Stabsquartier“.